# Vertigo morsei
Vertigo morsei är en snäckart som beskrevs av Sterki 1894. Vertigo morsei ingår i släktet Vertigo och familjen puppsnäckor. Inga underarter finns listade i Catalogue of Life.